# Mercado El Jueves (Sevilla)

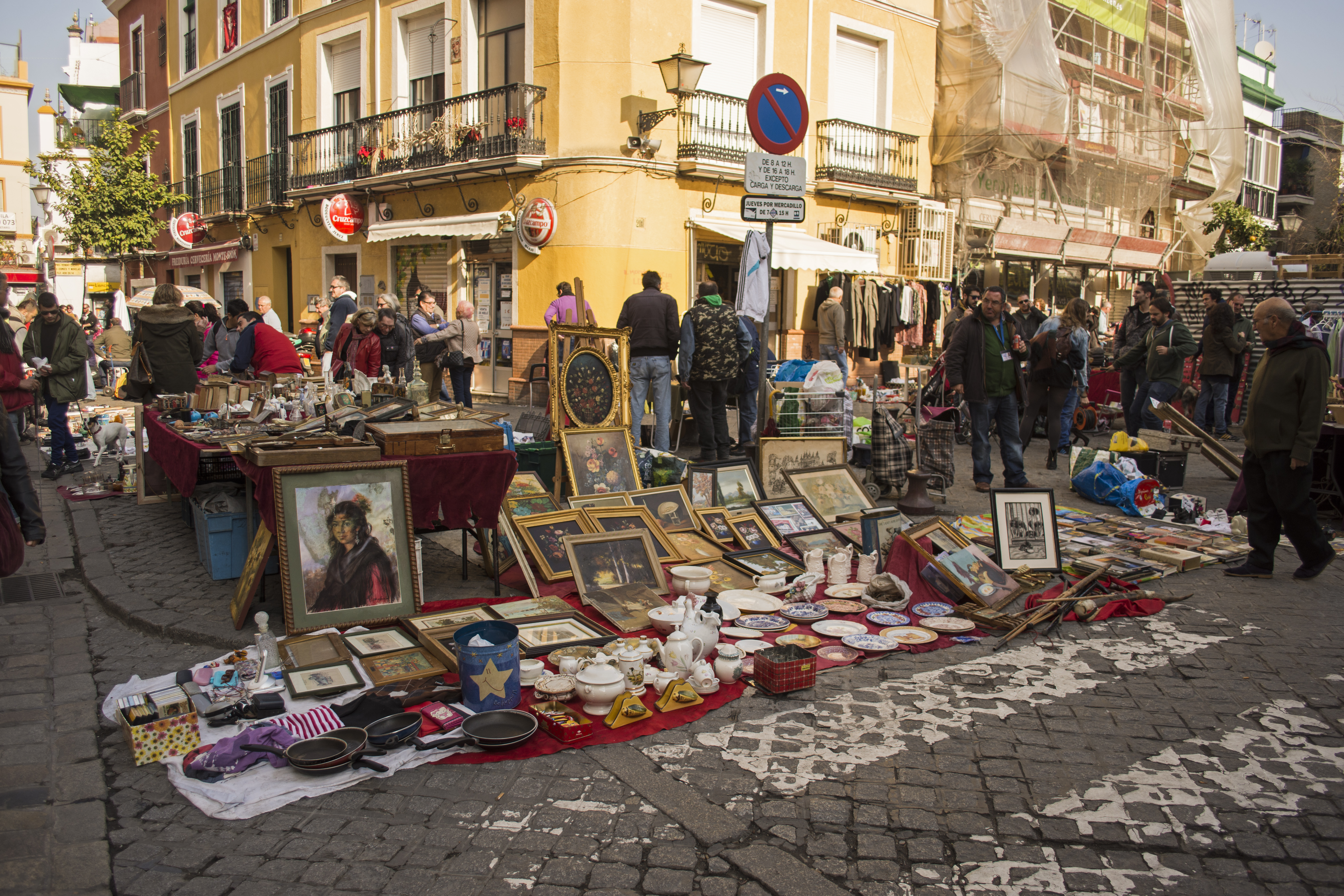
Mercado de El Jueves, el 24 de diciembre de 2015.

El mercadillo del Jueves es el mercadillo al aire libre más antiguo de Sevilla, que se organiza este día de la semana en la populosa calle Feria.
Se desconoce su origen, aunque se supone que es anterior a la conquista de la ciudad por el rey Fernando III de Castilla. Se viene realizando todos los jueves por la mañana en la calle Feria. En la actualidad es un mercado de antigüedades y objetos de segunda mano, aunque en sus orígenes se ofrecían todo tipo de artículos.